# دولت نخست جعفر شریف‌امامی
دولت نخست جعفر شریف‌امامی یکی از دولت‌های دوران پادشاهی مشروطه در دورهٔ پهلوی است که از شهریور ۱۳۳۹ تا اسفند ۱۳۳۹ فعالیت کرد. رئیس این دولت، جعفر شریف‌امامی بود.
شریف‌امامی روز ۷ شهریور ۱۳۳۹ به نخست‌وزیری منصوب شد و هیئت وزیران خود را روز ۹ شهریور به حضور شاه معرفی کرد.
با شروع به کار مجلس بیستم، مطابق سنت پارلمانی دولت شریف‌امامی روز ۲۰ اسفند ۱۳۳۹ مستعفی شد.

## هیئت دولت
| نخست‌وزیر                           |  | جعفر شریف‌امامی    | ۷ شهریور ۱۳۳۹  | ۲۰ اسفند ۱۳۳۹  | ملیون |             |
| وزیران                             |  |                   |                |                |       |             |
| وزیر امور خارجه                    |  | امیرخسرو افشار*   | ۹ شهریور ۱۳۳۹  | ۱۲ شهریور ۱۳۳۹ | مستقل | [ ۳ ]       |
| وزیر امور خارجه                    |  | یدالله عضدی       | ۱۲ شهریور ۱۳۳۹ | ۲۰ اسفند ۱۳۳۹  | مستقل | [ ۴ ]       |
| وزیر بازرگانی                      |  | سید محمد سجادی*   | ۹ شهریور ۱۳۳۹  | ۱۳ مهر ۱۳۳۹    | مستقل | [ ۳ ]       |
| وزیر بازرگانی                      |  | علی‌اصغر پورهمایون | ۱۳ مهر ۱۳۳۹    | ۲۰ اسفند ۱۳۳۹  | مردم  | [ ۵ ]       |
| وزیر بهداری                        |  | جهانشاه صالح      | ۹ شهریور ۱۳۳۹  | ۲۰ اسفند ۱۳۳۹  | مستقل | [ ۳ ]       |
| وزیر پست و تلگراف و تلفن           |  | عبدالحسین اعتبار  | ۹ شهریور ۱۳۳۹  | ۲۰ اسفند ۱۳۳۹  | مستقل | [ ۳ ]       |
| وزیر جنگ                           |  | احمد وثوق         | ۹ شهریور ۱۳۳۹  | .              | نظامی | [ ۳ ]       |
| وزیر دادگستری                      |  | محمدعلی هدایتی    | ۹ شهریور ۱۳۳۹  | ۲۸ آذر ۱۳۳۹    | ملیون | [ ۳ ] [ ۶ ] |
| وزیر دادگستری                      |  | محمدعلی ممتاز*    | دی ۱۳۳۹        | ۲۰ اسفند ۱۳۳۹  | مستقل | [ ۷ ]       |
| وزیر دارایی                        |  | علی‌اکبر ضرغام     | ۹ شهریور ۱۳۳۹  | ۲۰ اسفند ۱۳۳۹  | نظامی | [ ۳ ]       |
| وزیر راه                           |  | ولی انصاری        | ۹ شهریور ۱۳۳۹  | ۱۳ مهر ۱۳۳۹    | نظامی | [ ۳ ]       |
| وزیر راه                           |  | ابوالحسن بهنیا    | ۱۳ مهر ۱۳۳۹    | ۲۰ اسفند ۱۳۳۹  | مستقل | [ ۵ ]       |
| وزیر صنایع و معادن                 |  | طاهر ضیائی        | ۹ شهریور ۱۳۳۹  | ۲۰ اسفند ۱۳۳۹  | مردم  | [ ۳ ]       |
| وزیر فرهنگ                         |  | محمود مهران       | ۹ شهریور ۱۳۳۹  | ۱۳ مهر ۱۳۳۹    | مستقل | [ ۳ ]       |
| وزیر فرهنگ                         |  | عیسی صدیق         | ۱۳ مهر ۱۳۳۹    | ۲۰ اسفند ۱۳۳۹  | مستقل | [ ۵ ]       |
| وزیر کار                           |  | احمدعلی بهرامی    | ۹ شهریور ۱۳۳۹  | ۲۰ اسفند ۱۳۳۹  | مستقل | [ ۳ ]       |
| وزیر کشاورزی                       |  | —                 | ۹ شهریور ۱۳۳۹  | ۲۰ شهریور ۱۳۳۹ | مستقل | [ ۳ ]       |
| وزیر کشاورزی                       |  | ابراهیم مهدوی     | ۲۰ شهریور ۱۳۳۹ | ۲۰ اسفند ۱۳۳۹  | مستقل | [ ۸ ]       |
| وزیر کشور                          |  | مهدی‌قلی علوی مقدم | ۹ شهریور ۱۳۳۹  | ۲۰ اسفند ۱۳۳۹  | نظامی | [ ۳ ]       |
| وزیر گمرکات و انحصارات             |  | محمدرضی ویشکایی   | ۹ شهریور ۱۳۳۹  | ۲۰ اسفند ۱۳۳۹  | مستقل | [ ۳ ]       |
| وزیران مشاور                       |  |                   |                |                |       |             |
| وزیر مشاور و معاون نخست‌وزیر        |  | اشرف احمدی        | ۹ شهریور ۱۳۳۹  | ۲۰ اسفند ۱۳۳۹  | مستقل | [ ۳ ]       |
| قائم‌مقام نخست‌وزیر در سازمان برنامه |  | خسرو هدایت        | ۹ شهریور ۱۳۳۹  | ۲۹ بهمن ۱۳۳۹   | مستقل | [ ۳ ]       |
| قائم‌مقام نخست‌وزیر در سازمان برنامه |  | احمد آرامش        | ۲۹ بهمن ۱۳۳۹   | ۲۰ اسفند ۱۳۳۹  | مستقل | [ ۹ ]       |
| نایب نخست‌وزیر                      |  | سید محمد سجادی    | ۹ شهریور ۱۳۳۹  | ۲۰ اسفند ۱۳۳۹  | مستقل | [ ۳ ]       |
| معاونان نخست‌وزیر                   |  |                   |                |                |       |             |
| معاون                              |  | احمد علی‌آبادی     | ۱۳ شهریور ۱۳۳۹ | ۲۰ اسفند ۱۳۳۹  | مستقل | [ ۱۰ ]      |
| رئیس اداره‌کل انتشارات و رادیو      |  | نصرت‌الله معینیان  | شهریور ۱۳۳۹    | ۲۰ اسفند ۱۳۳۹  | مستقل |             |
| رئیس سازمان اطلاعات و امنیت کشور   |  | تیمور بختیار      | شهریور ۱۳۳۹    | ۲۰ اسفند ۱۳۳۹  | نظامی |             |